# Xã Bolivar, Quận Jefferson, Arkansas
Xã Bolivar (tiếng Anh: Bolivar Township) là một xã thuộc quận Jefferson, tiểu bang Arkansas, Hoa Kỳ. Năm 2010, dân số của xã này là 382 người.